# Abulfat Aliyev
Pour les articles homonymes, voir Aliyev.
Abulfat Aliyev (en azéri: Əbülfət Əsəd oğlu Əliyev, né le 30 décembre 1926 à Choucha et mort le 27 décembre 1990 à Bakou) est un chanteur de mugham, Artiste du peuple de l’Azerbaïdjan(1964). 

## Biographie
Dès son enfance, à Choucha, il rencontre des artistes tels que Seyid Chouchinski, Khan Chouchinsky lors des fêtes et écoute leurs performances.
Il vit dans la région de Fuzuli pendant environ quatre ans, puis s'installe à Aghdam. Il poursuit ses études à l'école secondaire. Ici, il s'inscrit dans un club de musique, attire l'attention avec sa voix agréable, participe aux événements sociaux de l'école.

## Carrière
Il arrive à Bakou à l'âge de 19 ans. En 1945 il devient soliste du Théâtre Philharmonique d'État d'Azerbaïdjan et participe aux concerts avec des chanteurs célèbres de l'époque. Son répertoire inclut plus de 400 chansons. 
En 1957, A. Aliyev apparaît pour la première fois sur la scène du Théâtre national académique azerbaïdjanais d'opéra et de ballet où il interprète  les rôles principaux tels que Madjnun, chah Ismayil et d’autres.
Le chanteur participe au Congrès mondial de la musique à Moscou en 1971, le diplôme de l'UNESCO pour ses performances qui sont diffusées sur la Radio de toute Union.